# (34585) 2000 SJ352
2000 SJ352 (asteroide 34585) é um asteroide da cintura principal. Possui uma excentricidade de 0.14830250 e uma inclinação de 7.62696º.
Este asteroide foi descoberto no dia 30 de setembro de 2000 por LONEOS em Anderson Mesa.